# Hummer H2
O Hummer H2 SUV/SUT/Hydrogen é um utilitário esportivo de porte grande da Hummer. A dimensão dos pneus do Hummer H2 é 315/70 R17 121 R.